# Liste der Monuments historiques in Saint-Supplet
Die Liste der Monuments historiques in Saint-Supplet führt die Monuments historiques in der französischen Gemeinde Saint-Supplet auf.

## Liste der Immobilien
| Bezeichnung | Beschreibung                                                                        | Standort                | Kennzeichnung | Schutzstatus | Datum | Bild |
| ----------- | ----------------------------------------------------------------------------------- | ----------------------- | ------------- | ------------ | ----- | ---- |
| Beinhaus    | aus dem 16. Jahrhundert; umgenutzt als Grabkapelle für General Georges-Louis Guinot | auf dem Friedhof (Lage) | PA00106365    | Classé       | 1990  |      |

## Liste der Objekte
| Bezeichnung              | Beschreibung                                                                                         | Standort                        | Kennzeichnung | Schutzstatus | Datum | Bild |
| ------------------------ | --- | ------------------------------- | ------------- | ------------ | ----- | ---- |
| Rechter Seitenaltar      | Altartisch, Altaraufbau und Retabel; Kalkstein und Eichenholz, farbig gefasst und vergoldet, um 1700 | in der Kirche St-Sulpice (Lage) | PM54001903    | Inscrit      | 1991  |      |
| Linker Seitenaltar       | Altartisch, Altaraufbau und Retabel; Kalkstein und Eichenholz, farbig gefasst und vergoldet, um 1700 | in der Kirche St-Sulpice (Lage) | PM54001902    | Inscrit      | 1991  |      |
| Taufbecken               | Kalkstein, bemalt, 17. Jahrhundert                                                                   | in der Kirche St-Sulpice (Lage) | PM54001904    | Inscrit      | 1991  |      |
| Skulptur Heiliger Ludwig | Holz, farbig gefasst und vergoldet, Anfang des 19. Jahrhunderts                                      | in der Kirche St-Sulpice (Lage) | PM54000845    | Classé       | 1964  |      |